# Stefaniola adstricta
Stefaniola adstricta är en tvåvingeart som beskrevs av Möhn 1971. Stefaniola adstricta ingår i släktet Stefaniola och familjen gallmyggor.
Artens utbredningsområde är Irak. Inga underarter finns listade i Catalogue of Life.